# Dow Chemical Classic 1988
Dow Chemical Classic 1988 — жіночий тенісний турнір, що проходив на кортах з трав'яним покриттям Edgbaston Priory Club у Бірмінгемі (Англія). Належав до турнірів 2-ї категорії в рамках Туру WTA 1988. Відбувсь усьоме і тривав з 6 червня до 12 червня 1988 року. Клаудія Коде-Кільш здобула титул в одиночному розряді.

## Фінальна частина

### Одиночний розряд
Клаудія Коде-Кільш —  Пем Шрайвер 6–2, 6–1
- Для Коде-Кільш це був 1-й титул за рік і 29-й — за кар'єру.

### Парний розряд
Лариса Савченко /  Наташа Звєрєва —  Лейла Месхі /  Пархоменко Світлана Германівна 6–4, 6–1
- Для Савченко це був 1-й титул за рік і 9-й — за кар'єру. Для Звєрєвої це був 1-й титул за рік і 1-й — за кар'єру.